# Povratak u budućnost
Za ostala značenja vidi Povratak u budućnost (višeznačna).
Povratak u budućnost (engl. Back to the Future) je američki naučnofantastični film iz 1985. godine, režisera Roberta Zemekisa, koji je u saradnji sa Bobom Gejlom napisao i scenario, dok je izvršni producent bio Stiven Spilberg. U filmu glume Majkl Džej Foks, Kristofer Lojd, Krispin Glover, Lea Tompson i Tomas F. Vilson. Smešten u 1985. godinu, film prati Martija Mekflaja, tinejdžera koji je slučajno poslat u 1955. godinu automobilom DeLorean koji je putovao kroz vreme, a koji je napravio njegov ekscentrični prijatelj naučnik doktor Emet „Dok” Braun. Zarobljen u prošlosti, Marti nehotice sprečava upoznavanje svojih budućih roditelja − ugrožavajući sopstveno postojanje − i biva prisiljen da izmeni istoriju kako bi se njegovi roditelji ponovo zaljubili jedno u drugo, i da se nekako se vrati u budućnost.
Povratak u budućnost osmislili su 1980. godine Gejl i Zemekis. Očajnički su želeli uspešan film nakon brojnih neuspeha u saradnji, dok je preko 40 studija odbacilo njihovu ideju jer nije smatrana dovoljno raskalašenom da bi se takmičila sa uspešnim komedijama tog doba. Nakon Zemekisovog uspeha postignutog filmom Lov na zeleni dijamant (1984), osiguran je ugovor o razvoju ovog filma. Foks je bio prvi izbor za ulogu Martija, ali on nije bio dostupan; umesto njega ulogu je dobio Erik Stolc. Ubrzo nakon što je u novembru 1984. počelo glavno snimanje, Zemekis je utvrdio da Stolc nije bio pravi izbor za tu ulogu i dozvolio je ustupke neophodne za angažovanje Foksa. To je uključivalo ponovno snimanje scena koje su već snimljene sa Stolcom i dodavanje 4 miliona dolara u budžet. Povratak u budućnost je snimljen u Kaliforniji i u okolini, kao i na setovima Univerzal studija. Snimanje je završeno sledećeg aprila.
Zamena Stolca je odložila produkciju i datum izlaska filma, ali je, posle izuzetno uspešnih probnih projekcija, datum pomeren za 3. jul 1985, da bi Povratak u budućnost dobio više vremena u bioskopima. To je rezultiralo prenagljenim rasporedom postprodukcije i nekim nepotpunim specijalnim efektima. Povratak u budućnost je ostvario kritički i komercijalni uspeh, zaradivši preko 381 milion dolara širom sveta i postavši film sa najvećom zaradom 1985. godine. Kritičari su pohvalili priču, komediju i glumačku ekipu − posebno Foksa, Lojda, Tompsonovu i Glovera. Dobio je višestruke nominacije i osvojio je Oskara za najbolju montažu zvuka, nagradu Saturn i nagradu Hugo. Filmska tematska pesma „The Power of Love” postigla je značajan uspeh na globalnom nivou.
U godinama nakon objavljivanja, Povratak u budućnost je sve više uvažavan i danas se smatra jednim od najboljih filmova 1980-ih, jednim od najboljih naučnofantastičnih filmova ikada snimljenih i jednim od najboljih filmova svih vremena. Godine 2007, Kongresna biblioteka odabrala je film za čuvanje u Nacionalnom filmskom registru. Nakon ovog filma usledila su dva nastavka, Povratak u budućnost II (1989) i Povratak u budućnost III (1990). Sa svojim efektom na popularnu kulturu i posvećenim obožavaocima, film je pokrenuo multimedijalnu franšizu. Ona uključuje animiranu televizijsku seriju, video igre, stripove, društvene igre, odeću, muziku, knjige, hranu, igračke, kolekcionarstvo i vožnje u tematskom parku. Trajna popularnost filma dovela je do brojnih knjiga o njegovoj produkciji, dokumentarnih filmova i reklama.

## Radnja
Godine 1985, Marti Mekflaj je tipičan tinejdžer koja živi u Hil Valiju u Kaliforniji. Kod kuće, Martijevog kukavičkog oca Džordža maltretira njegov nadređeni Bif Tanen. Njegova majka Lorejn je gojazna, depresivna alkoholičarka, a stariji brat i sestra su stručni i društveni promašaji. Marti je ambiciozni muzičar, ali njegov bend je odbijen na muzičkom takmičenju. On se poverava svojoj devojci Dženifer Parker o strahovima da će postati poput svojih roditelja, uprkos svojim ambicijama.
Te noći, Marti se na parkingu tržnog centra sastaje sa svojim ekscentričnim prijateljem, naučnikom Emetom „Dokom” Braunom. Dok mu predstavlja vremensku mašinu napravljenu od modifikovanog DeLoreana, s pogonom na plutonijum koji je na prevaru uzeo od libijskih terorista. Dok unosi vreme odredišta na 5. novembar 1955 − dan kada je prvi put osmislio svoj izum putovanja kroz vreme. Libijski teroristi neočekivano stižu, otvaraju vatru i pucaju na Doka. Marti beži u DeLoreanu, nehotice aktivirajući putovanje kroz vreme kada brzina dostigne 142 km/h.
Dolaskom u 1955. godinu, Marti otkriva da nema plutonijuma za povratak. Tokom obilaska rastućeg Hil Valija, Marti susreće svog oca, kao tinejdžera, i otkriva da ga Bif maltretira još od srednje škole. Džordž pada na put automobila koji dolaze, špijunirajući tinejdžerku Lorejn, a Marti ga spasava, ali biva onesvešćen. Budi se i otkriva da ga neguje Lorejn, koja se zaljubljuje u njega. Marti pronalazi mlađeg Doka i uverava ga da je iz budućnosti. Dok mu objašnjava da je munja jedini izvor dostupan 1955. godine koji može da proizvede potrebnih 1,21 gigavata snage za putovanje kroz vreme. Marti pokazuje Doku letak iz budućnosti koji dokumentuje predstojeći udar groma u gradsku sudnicu. Martijevi brat i sestra počinju da blede sa fotografije koju on nosi sa sobom. On i Dok shvataju da Martijevi postupci menjaju budućnost i ugrožavaju njihove šanse za postojanje; Lorejn je trebalo da upozna Džordža umesto sa Martija nakon saobraćajne nesreće. Rani pokušaji da se njegovi roditelji upoznaju ne uspevaju, a Lorejnina zaljubljenost u Martija se produbljuje.
Lorejn poziva Martija na školski ples. On planira da odglumi nepristojnost pred Lorejn, dozvoljavajući Džordžu da interveniše i da je „spasi”. Plan se pokvari kada ih Bifova banda prekine i zaključa Martija u gepek automobila izvođačkog benda, dok se Bif ostaje sa Lorejn. Džordž dolazi očekujući da će pronaći Martija, ali pronalazi Bifa koji ga maltretira. Nakon što Bif povredi Lorejn, razbesneli Džordž ga udara i onesvešćuje. On prati zahvalnu Lorejn na ples. Bend oslobađa Martija iz gepeka, ali glavni gitarista je tom prilikom povređen. Marti zauzima njegovo mesto i nastupa dok Džordž i Lorejn dele svoj prvi poljubac. Budući da njegova budućnost više nije ugrožena, Marti odlazi do sudnice gde ga Dok čeka.
Dok otkriva Martijevo pismo koje ga upozorava na njegovu budućnost i uništava ga, zabrinut zbog posledica. Da bi spasio Doka, Marti postavlja vreme povratka DeLoreana deset minuta ranije nego što je napustio budućnost. Grom udara, vraćajući Martija nazad u 1985. godinu, ali DeLorean se kvari, primoravajući Martija da trči nazad do tržnog centra. On stiže u trenutku kada teroristi pucaju na Doka. Dok Marti tuguje pored njega, Dok se uspravlja, otkrivajući da je pročitao Martijevu poruku i nosio pancirku. Odvodi Martija kući i odlazi u budućnost u DeLoreanu.
Marti se sutradan ujutro probudi i otkriva da je njegov otac sada uspešan, samopouzdan autor, majka je u formi i srećna, brat i sestra su uspešni, a Bif je Džordžov potrčko. Dok se Marti ponovo nalazi sa Dženifer, Dok se iznenada ponovo pojavljuje u DeLoreanu, insistirajući da oni pođu s njim u budućnost kako bi spasli svoju decu od strašnih sudbina.

## Uloge
| Glumac            | Uloga                |
| ----------------- | -------------------- |
| Majkl Džej Foks   | Marti Mekflaj        |
| Kristofer Lojd    | dr Emet „Dok” Braun  |
| Lea Tompson       | Lorejn Bejns-Mekflaj |
| Krispin Glover    | Džordž Mekflaj       |
| Tomas F. Vilson   | Bif Tanen            |
| Klaudija Vels     | Dženifer Parker      |
| Džejms Tolkan     | Džerald Striklend    |
| Mark Maklore      | Dejv Mekflaj         |
| Vendi Džo Sperber | Linda Mekflaj        |

## Napomene
1. ↑  Što je prikazano u nastavku Povratak u budućnost II.

## Spoljašnje veze
- -{Zvanični sajt Архивирано на веб-сајту  (1. децембар 2017)
- Back to the Future на веб-сајту  (језик: енглески)
- Back to the Future на веб-сајту  (језик: енглески)
- Back to the Future на веб-сајту  (језик: енглески)
- February 24, 1981 draft of the screenplay
- Frequently asked questions Written by Robert Zemeckis and Bob Gale
- Futurepedia: The Back to the Future Wiki on Wikia
- Map of filming Locations[мртва веза]
- Tour of filming locations}-